# Vlag van Aat
De vlag van Aat is op 19 september 1991 bij raadsbesluit vastgesteld als de vlag van de Henegouwse gemeente Aat. De vlag kan als volgt worden beschreven:
Drie even lange banen van mauve, van wit en van geel.
Deze vlag is in Ath bekend sinds 1579. Op een gemeentelijke rekening gedateerd 2 februari 1579 staat dat de échevins (gemeenteraadsleden) van Ath opdracht gaven tot de aankoop van stof met die kleuren om een vlag voor de stad te maken. De kleuren zijn die van Robert van De Trazegnies, heer van Sepmeries, heer van Ath van 1565 tot 1580. De vlag werd pas op 18 december 1991 bevestigd door de Franse Gemeenschapsregering.
Ormeignies had een gemeentevlag met twee verticale banen van roze-geel, tot die bij de gemeentelijke herindeling van 1977 toegevoegd werd aan de gemeente Aat.

De vlag van de voormalige gemeente Ormeignies